# Jamshid Sharmahd

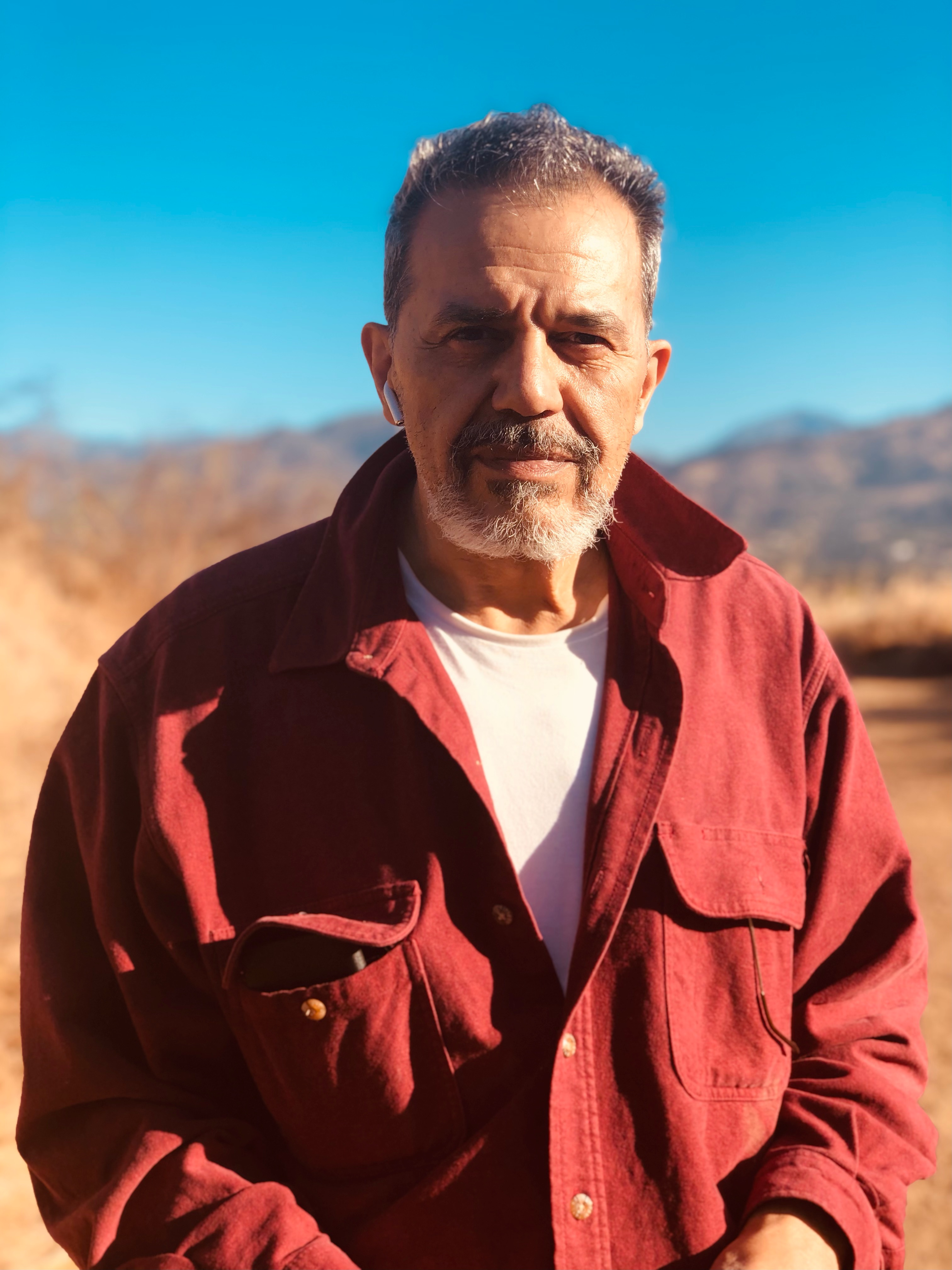
Jamshid Sharmahd (2019)

Jamshid Sharmahd oder Dschamschid Scharmahd (auch Djamshid Sharmahd, persisch جمشید شارمهد, DMG Ǧamšīd Šārmahd dʒæmʃiːd ʃɑːrmæhd; * 23. März 1955 in Teheran, Iran; † 28. Oktober 2024 in Iran) war ein iranisch-deutscher Dissident, Aktivist und Unternehmer. Er wurde im Sommer 2020 vom iranischen Geheimdienst aus Dubai entführt und nach jahrelanger Haft, wahrscheinlicher Folter und ohne rechtsstaatliches Verfahren im Februar 2023 zum Tod verurteilt.

## Familie, Ausbildung, Beruf
Jamshid Sharmahd wurde in Teheran geboren. Sein Vater zog 1962 mit ihm nach Deutschland und heiratete dort eine Deutsche. Sharmahd wuchs in Peine und Hannover auf. Er machte eine Ausbildung zum Elektriker, studierte und wurde Elektroingenieur. Als solcher arbeitete er bei Siemens und baute eine eigene kleine Softwarefirma auf, die unter anderem einen kleinen Texteditor für den PC entwickelte.
Später zog er nach Teheran, verließ das Land aber 1979 nach der Islamischen Revolution wieder. Seine Frau und seine Tochter Gazelle Sharmahd holte er 1983 nach. Sein Sohn wurde in Deutschland geboren. Danach wohnte er mit seiner Familie in Hannovers Nordstadt und betrieb dort ein Computergeschäft. 1995 erhielt er die deutsche Staatsangehörigkeit.
2003 zog er nach Kalifornien und gründete in Los Angeles ein Softwareunternehmen. Dort war er in der exiliranischen Oppositionsgruppe Tondar oder Kingdom Assembly of Iran aktiv (auch bekannt als Anjoman-e Padeshahi-ye Iran bzw. API), die für den Sturz des Systems der Islamischen Republik, auch durch Gewalt, und eine Rückkehr zur Monarchie in Iran eintritt. Tondar hat ihren Sitz in Los Angeles und betreibt Radio- und Fernsehsender sowie Social-Media-Kanäle. Sharmahd baute für die Gruppe einen Exilradiosender mit auf und war der Sprecher der Gruppe. Tondar veröffentlichte auf ihrer Website eine Erklärung, in der sie die Verantwortung für den Terrorangriff am 12. April 2008 auf die Hosseynieh-Seyed-al-Shohada-Moschee in Schiras übernahm. Bei dem Bombenangriff waren 14 Menschen getötet und über 200 weitere verletzt worden. Während der Proteste nach der iranischen Präsidentschaftswahl 2009 engagierte er sich für mehr Menschenrechte in der Islamischen Republik Iran und machte laut seiner Tochter viele Verbrechen des iranischen Regimes und deren Opfer bekannt. Er betrieb die Website tondar.org, auf der Menschen über die Lage in Iran berichten konnten.

## Entführung und Haft
Nach Angaben der Menschenrechtsorganisation „Global Liberty Alliance“ unternahm Sharmahd im März 2020 eine Geschäftsreise aus den USA nach Indien und Deutschland. Unterwegs saß er aufgrund von COVID-19-Beschränkungen drei Monate lang im indischen Mumbai fest. Seinem Rechtsbeistand zufolge reiste er dann nach Amsterdam, um einen Flug nach Kalifornien zu bekommen, aber die USA erlaubten Sharmahd nicht die Rückkehr, weil er weder die Staatsbürgerschaft noch eine Greencard besaß. Sharmahd beschloss daraufhin, über Dubai in den Vereinigten Arabischen Emiraten nach Indien zurückzufliegen. Am 25. Juli 2020 flog er von Frankfurt am Main nach Dubai. Dort fiel sein geplanter Anschlussflug nach Mumbai aus. Er musste in Dubai übernachten, informierte seine Familie in Los Angeles über seinen Aufenthaltsort und ermöglichte ihnen, sein Mobiltelefon über einen Google-Tracker zu orten. Danach konnten sie ihn telefonisch nicht mehr erreichen. Ab dem 29. Juli 2020 bewegte sich das Mobiltelefon dem Tracker zufolge über Buraimi und Suhar im Oman nach Iran. Einen Monat später zeigte das iranische Staatsfernsehen ein Video, in dem Jamshid Sharmahd mit verbundenen Augen und geschwollenem Gesicht leise sagte, er habe einer Terrorgruppe Explosionsmaterial zur Verfügung gestellt. Weitere Propagandabilder zeigten, wie schwer bewaffnete Männer mit Sturmhauben ihn in Handschellen abführten. Der Leiter des iranischen Geheimdienstministeriums behauptete, man habe ihn durch eine „komplexe Operation“ gefasst. Das Regime beschuldigte ihn ohne jeden Beweis, er habe den Bombenanschlag auf die Hosseynieh-Seyed-al-Shohada-Moschee in Schiras geplant. Die UN-Arbeitsgruppe gegen willkürliche Inhaftierungen, das Bundesamt für Verfassungsschutz (BfV) und Menschenrechtsgruppen gehen davon aus, dass iranische Regimekräfte Sharmahd wie dutzende Oppositionelle zuvor entführt, verschleppt, gefoltert und so ein falsches Geständnis erzwungen haben.
Irans Behörden hielten den Ort geheim, wo sie Sharmahd gefangen hielten, und erlaubten keine Besuche. Die Angehörigen durften nur selten mit ihm für wenige Minuten telefonieren. Jedes Telefonat wurde von mehreren Wächtern überwacht. Obwohl Sharmahd keine Details zu seinen Haftumständen mitteilen durfte, gab er seiner Tochter indirekt zu verstehen, dass man ihm die Zähne ausgeschlagen hatte, er nie Tageslicht sah, nur mit seinen Peinigern sprechen und keinen Rechtsanwalt auswählen durfte, sondern ihm ein regimetreuer Anwalt gestellt wurde.
Laut der Menschenrechtsorganisation Amnesty International (AI), die den Fall begleitete, wurde Sharmahd jahrelang ohne Rechtsbeistand in Isolationshaft gehalten, war der Folter ausgesetzt und erhielt keine Medikamente. Obwohl sein Gesundheitszustand sich in der Haft stark verschlechterte, verweigerten Irans Behörden ihm systematisch eine angemessene medizinische Versorgung. Der Anwalt des Regimes gab gegenüber den Angehörigen zu, dass Sharmahd als politische Geisel festgehalten werde, um westliche Staaten zu erpressen, in diesem Fall Deutschland. Konsularischer Zugang wurde ihm verwehrt. Bis Juli 2022 durfte Jamshid Sharmahds Tochter anderthalb Jahre lang nicht mehr mit ihrem Vater telefonieren; auch seiner Frau wurden mehrere Telefonate mit ihm verboten.

## Schauprozess, Todesurteil und Tod
Im Juli 2022 begann Irans Regime einen Schauprozess gegen Sharmahd mit mehreren Anhörungen. Er wurde angeklagt, an einem Bombenanschlag auf eine Moschee in Schiras (Provinz Fars) im Jahr 2008 mit 14 Toten und über 200 Verletzten beteiligt gewesen zu sein. Jedoch hatte Irans Nationaler Sicherheitsrat selbst im Jahr 2008 über die staatliche Nachrichtenagentur Fars News eine Bombe und einen Anschlag von Oppositionellen als Ursache der Explosion in der Moschee in Schiras ausgeschlossen und einen Unfall durch explodierende Munition aus dem früheren Krieg Irans mit Irak als Ursache angegeben. Doch nach fünf Prozessterminen im Juli 2022 teilte der vom Regime gestellte Anwalt Gazelle Sharmahd mit, ein letzter öffentlicher Prozesstag stehe bevor. Das Todesurteil gegen ihren Vater sei sicher. Dessen baldige Hinrichtung wurde befürchtet. AI und die exiliranische National Union For Democracy in Iran (NUFDI) appellierten dringend an die US-Regierung von Präsident Joe Biden, Sharmahd und andere widerrechtlich Gefangene in Iran aus der Gefahr der Folter und Hinrichtung zu retten. AI verwies dabei auch auf den Widerspruch der erfundenen Anklage gegen Sharmahd zur früheren staatlichen Erklärung der Explosion in Schiras. Gazelle Sharmahd informierte westliche Medien und erklärte, das Regime mache ihren Vater zum nachträglichen Sündenbock für den Unfall von 2008 in Schiras, um Dissidenten zu verfolgen. Sie kritisierte die deutsche Bundesregierung für Passivität gegenüber dem Regime Irans. Diese erklärte, sie verurteile die Todesstrafe allgemein und suche weiter konsularischen Zugang zu Sharmahd. Mehrere prominente Exiliraner forderten die Bundesregierung aus diesem Anlass auf, unmissverständlich den Abbruch aller wirtschaftlichen und diplomatischen Beziehungen zu Iran anzukündigen, falls Sharmahd hingerichtet werde.
Im Dezember 2022 setzte Irans Regime den Schauprozess gegen Sharmahd fort. Fotografien der staatlichen Nachrichtenagenturen zeigten ihn gebeugt und verstört. Ein angekündigtes Todesurteil wurde zunächst ausgesetzt. Vermutet wurde, dass das Regime wegen der laufenden Proteste in Iran zusätzlichen internationalen Druck vermeiden wollte und abwartete.
Das Oberste Gericht machte Sharmahd am 21. Februar 2023 unter anderem für den Terroranschlag vom 12. April 2008 verantwortlich, bei dem 14 Menschen getötet worden waren, und legte ihm die Kooperation mit ausländischen Geheimdiensten zur Last. Sharmahd soll mit FBI- und CIA-Agenten in Kontakt gewesen sein und versucht haben, Kontakte zum Mossad aufzubauen. Sharmahd und seine Familie hatten seine Beteiligung an den ihm zugeschriebenen Gewalttaten bestritten. Menschenrechtler stufen das Urteil wegen des fehlenden Rechtsverfahrens, fehlender Beweismittel und des wahrscheinlich durch Folter erzwungenen Geständnisses als reines Unrechtsurteil ein.
Anfang März 2023 gab Irans Justiz eine Berufung gegen das Todesurteil direkt an den Obersten Gerichtshof weiter. Am 26. April wurde das Urteil bestätigt. Ende Oktober 2024 berichteten iranische Medien über die vollstreckte Hinrichtung. Wenige Tage später teilte der Sprecher der iranischen Justizbehörde im November 2024 auf einer Pressekonferenz mit, dass Sharmahd zwar zum Tode verurteilt worden und sein Urteil bereit zur Vollstreckung gewesen sei, er aber verstorben sei, bevor die Hinrichtung habe stattfinden können. Zur Todesursache machte er keine Angaben.

## Reaktionen
Sharmahds Entführung, Folterung, der Schauprozess und das Todesurteil gegen ihn wurden international verurteilt. Die UN-Arbeitsgruppe gegen willkürliche Inhaftierungen machte Irans Regierung bereits 2020 „für das Kidnapping und die Verschleppung von Herrn Sharmahd“ verantwortlich. Amnesty International bewertete das Gerichtsverfahren als politisch motiviert und forderte Sharmahds Freilassung und internationalen Druck auf das Regime.
Das deutsche Auswärtige Amt bestellte nach dem Schuldspruch den iranischen Botschafter Mahmoud Farazandeh ein und wies zwei iranische Diplomaten als Personae non gratae aus. Außenministerin Annalena Baerbock bezeichnete das Urteil als „absolut inakzeptabel“ und forderte Iran auf, es zu widerrufen. Der als Kind selbst aus Iran geflüchtete Bundesvorsitzende von Bündnis 90/Die Grünen, Omid Nouripour, sah in der Verurteilung ein Zeichen der „Unmenschlichkeit des iranischen Unrechtsregimes“, die keine Grenzen kenne. Auch Oppositionsführer Friedrich Merz (CDU), der eine politische Patenschaft für Sharmahd übernommen hat, kritisierte den Schauprozess und das Todesurteil scharf.
Bis Ende März 2023 unterschrieben mehr als 320.000 Menschen eine Petition von Sharmahds Tochter Gazelle Sharmahd, die Außenministerin Annalena Baerbock aufforderte, sich stärker für ihren Vater einzusetzen.
Ende Juni 2023 erstattete Gazelle Sharmahd gemeinsam mit zwei in Berlin ansässigen Menschenrechtsorganisationen bei der Bundesanwaltschaft Strafanzeige gegen acht ranghohe Mitarbeiter in Justiz und Geheimdienst Irans. Die Anzeige beruft sich auf das Weltrechtsprinzip nach Paragraph 1 des Völkerstrafgesetzbuchs.
Die Nachricht von einer Hinrichtung Sharmahds verschlechterte die ohnehin belasteten diplomatischen Beziehungen zwischen Deutschland und Iran. Das Auswärtige Amt verurteilte den Tod Sharmahds als Mord und bestellte in erster Konsequenz den Leiter der iranischen Botschaft ein. Außerdem wurde der deutsche Botschafter in Teheran zu Konsultationen nach Berlin zurückberufen. Wenige Tage später schloss die Bundesregierung alle drei iranischen Generalkonsulate in Deutschland.